# 7 marzo
Il 7 marzo è il 66º giorno del calendario gregoriano (il 67º negli anni bisestili). Mancano 299 giorni alla fine dell'anno.

## Eventi
- 1798 – L'esercito francese entra a Roma: nasce la Repubblica Romana
- 1799 – Napoleone conquista Giaffa in Palestina; dopo una notte tormentata dai dubbi si sente costretto, per garantire la ritirata dei propri uomini, a procedere all'uccisione di oltre 2000 prigionieri musulmani
- 1821 – Prima battaglia del Risorgimento: ad Antrodoco, sull'Appennino laziale, l'esercito napoletano, guidato da Guglielmo Pepe, viene sconfitto dall'esercito austriaco, guidato dal generale Frimont
- 1850 – Il senatore statunitense Daniel Webster tiene il "discorso del sette marzo" nel quale appoggia il Compromesso del 1850 allo scopo di prevenire una possibile guerra civile
- 1862 – Guerra di secessione americana, battaglia di Pea Ridge: le truppe unioniste del generale Samuel R. Curtis sconfiggono i confederati del generale Earl Van Dorn a Pea Ridge nell'Arkansas nord-occidentale
- 1876 – Alexander Graham Bell ottiene il brevetto per l'invenzione cui dà il nome di "telefono" (brevetto numero 174.464)
- 1909 – Italia: si svolgono le elezioni politiche generali per la XXIII legislatura
- 1912 – Roald Amundsen annuncia la scoperta del Polo sud
- 1918 – Prima guerra mondiale: la Finlandia forma un'alleanza con la Germania
- 1922 – Eugenio Tosi diventa Arcivescovo di Milano
- 1936 – In violazione del Patto di Locarno e del Trattato di Versailles, la Germania rioccupa la Renania
- 1945 – Seconda guerra mondiale: truppe statunitensi prendono il ponte sul Reno a Remagen, in Germania e iniziano ad attraversarlo
- 1947 – Il Kuomintang e il Partito Comunista Cinese riprendono la guerra civile cinese
- 1950 – Guerra fredda: l'Unione Sovietica emana una dichiarazione che nega che Klaus Fuchs sia stato una spia sovietica
- 1951 – Guerra di Corea, Operazione Ripper: in Corea, truppe statunitensi del generale Matthew Ridgway iniziano un assalto contro le forze della Repubblica Popolare Cinese
- 1962 - I Beatles si presentano per la prima volta in pubblico indossando completi sartoriali durante il programma radiofonico dal vivo e con pubblico in sala Teenager's Turn - Here We Go al Playhouse Theatre di Manchester
- 1965
  - Entra in vigore in Italia l'istruzione ecumenica Sacrosanctum Concilium che autorizza l'uso della lingua italiana in diverse parti della messa
  - A Selma (Alabama) la milizia di Stato e i locali tutori dell'ordine disperdono con la forza un gruppo di 600 dimostranti per i diritti civili; l'episodio venne trasmesso in televisione e soprannominato Bloody Sunday
- 1968 – Guerra del Vietnam: inizia la prima battaglia di Saigon
- 1973 – Viene scoperta la cometa Kohoutek
- 1980 – Naufragio della petroliera Tanio: tra 10.000 e 12.500 tonnellate di olio combustibile riversato in mare
- 1983 – Il gruppo musicale britannico New Order pubblica il singolo Blue Monday, che diventerà il singolo a 12" più venduto di sempre
- 1984 – Gli Stati Uniti d'America attaccano San Juan del Sur in Nicaragua
- 1985 – Pubblicazione del singolo We Are the World su iniziativa di Michael Jackson per raccogliere fondi per la carestia in Etiopia
- 1988 – La Colombia diventa un membro della Convenzione di Berna per la protezione delle opere letterarie e artistiche
- 1989 – Il Consiglio di Stato della Repubblica Popolare Cinese dichiara la legge marziale a Lhasa, in Tibet
- 1994 – La Corte suprema degli Stati Uniti d'America stabilisce nella causa Campbell vs. Acuff-Rose Music che le parodie di un'opera originale sono generalmente coperte dalla dottrina del fair use
- 1996 – Viene formato il primo parlamento palestinese democraticamente eletto
- 2002 – Apertura dei VIII Giochi paralimpici invernali a Salt Lake City, USA
- 2004 – In Portogallo, esattamente 47 anni dopo l'inizio delle trasmissioni televisive ufficiali, viene decretata la fusione tra la RDP e il gestore della televisione portoghese dando vita alla Rádio e Televisão de Portugal (RTP)
- 2008 – In Spagna a Mondragòn il gruppo terroristico ETA uccide l'ex-consigliere comunale socialista Isaías Carrasco
- 2013 - In Corea del Nord il leader nordcoreano Kim Jong-un minaccia di bombardare con armi nucleari la Corea del Sud e gli USA

## Nati
Ci sono circa 1 230 voci su persone nate il 7 marzo; vedi la pagina Nati il 7 marzo per un elenco descrittivo o la categoria Nati il 7 marzo per un indice alfabetico.

## Morti
Ci sono circa 560 voci su persone morte il 7 marzo; vedi la pagina Morti il 7 marzo per un elenco descrittivo o la categoria Morti il 7 marzo per un indice alfabetico.

## Feste e ricorrenze

### Religiose
Cristianesimo:
- Sante Perpetua e Felicita, martiri
- Sant'Ardone di Aniane, sacerdote
- Santi Basilio, Eugenio, Agatodoro, Elpidio, Etereo, Capitone ed Efrem, vescovi e martiri
- Sant'Eubulo, martire
- San Gaudioso di Brescia, vescovo
- San Giovanni Battista Nam Chong-sam, martire
- Santa Maria Antonia di San Giuseppe (María Antonia de Paz y Figueroa), vergine fondatrice delle Figlie del Divin Salvatore
- San Paolo di Plousias, vescovo
- San Paolo il Semplice, monaco
- Santi Saturo, Saturnino, Revocato e Secondino, martiri
- Santi Siméon-François Berneux, Giusto Ranfer de Bretenières, Ludovico Beaulieu e Pietro Enrico Dorie, missionari e martiri
- Santa Teresa Margherita Redi del Cuore di Gesù
- Beato Enrico d'Austria, mercedario
- Beati Giovanni Larke, Giovanni Ireland e Germano Gardiner, martiri
- Beato José Olallo Valdés, Fatebenefratelli
- Beato Leonida Fedorov, sacerdote e martire

Religione romana antica e moderna:
- None
- Iunonalia
- Veiove sul Campidoglio (inter duos lucos)